# Kobariški muzej
Kobariški muzej je zgodovinski muzej v Kobaridu (Slovenija), ki je bil ustanovljen leta 1990 z namenom ohranjenja, raziskovanja in predstavljanja prve svetovne vojne, še posebno soške fronte.
Odprtje muzeja je bilo 20. oktobra 1990, ki se nahaja v prostorih nekdanjega Mašerovega kmečkega dvorca. V muzeju je podrobno  predstavljena 12. soška bitka, imenovana tudi »čudež pri Kobaridu«. Zbirka je postavljena v dvanajstih sobah, ki so razporejene v dveh nadstropjih. V muzeju je predstavljeno življenje na bojišču in v zaledju.  
Pred muzejem sta postavljena top in granata. Na hodniku v pritličju je nekaj spomenikov padlih avstro-ogrskih in italijanskih vojakov na soškem bojišču. V muzeju je predstavljena tudi maketa bližnjih vrhov, na katerih so označene žičnice, pešpoti, mulatjere in meja med Avstro-Ogrsko in Italijo. Lepo je predstavljena tudi kaverna, v kateri je vojak, ki piše pismo svojemu očetu. Predstavljene so tudi grozote prve svetovne vojne. V sobi z uniformami so uniforme različnih narodov. Zanimivo je, da niso imeli vsi vojaki avstro-ogrske vojske enake uniforme. Tisti iz srbskega dela avstro-ogrske so imeli drugačne uniforme kot tisti iz slovenskega območja. 
Razstavljena je tudi večja zbirka orožja; pištole, puške, granate, idr. V muzeju se nahaja tudi multivizijska soba, kjer je na ogled krajši film, ki predstavlja soško fronto in bolj natančno opisuje dvanajsto soško bitko.

## Mašerova hiša
Kobariški muzej se nahaja v Mašerovi hiši, ki nosi letnico 1739. Je mogočna, značilno grajena etažna hiša podobna dvorcu. Hiša je bila sprva v lasti družin Peteani in Obreza, kasneje je postala last štirih generacij Mašera. Leta 1976 jo je močno poškodoval potres, vendar so jo leta 1990 obnovili in v njej odprli Kobariški muzej z osnovno tematiko prve svetovne vojne na Kobariškem.

## Nagrade in priznanja
- 1992: Valvasorjeva nagrada za predstavitev soških ofenziv[4]
- 1993: Evropski muzej leta (nagrada Sveta Evrope)[5]